# 나이저강 삼각주 해방운동
나이저강 삼각주 해방운동(Movement for the Emancipation of the Niger Delta, 약칭 MEND)는 나이지리아의 무장 단체이다. 감옥에 있는 이조 족의 두 지도자 무자히드 도쿠보 아사리와 디에프레예 알라미에세이가의 석방을 요구하고 있다. 나이지리아 남부 산유지에서 활동하며, 오염에 대한 보상과 석유 생산에 대한 이득을 주민에게 돌려줄 것을 주장한다.